# Lummerland
Lummerland ist eine fiktive Insel, die in den Büchern Jim Knopf und Lukas der Lokomotivführer und der Fortsetzung Jim Knopf und die Wilde 13 von Michael Ende Ausgangs- und Endpunkt der Erzählung ist.
Das Bild von Lummerland wird maßgeblich geprägt durch die Illustrationen von Franz Josef Tripp in den Büchern sowie die Fernsehfilme der Augsburger Puppenkiste. Deren Titellied wurde als  Lummerland-Lied in der Dancefloor-Fassung von Dolls United 1995 unter dem Titel „Eine Insel mit zwei Bergen“ ein Charts-Hit. Lummerland ist seitdem eine weithin verbreitete Metapher für ein kleines, freundliches Land und wird vielfach als fiktives Beispiel herangezogen.

## Beschreibung
In Jim Knopf und Lukas der Lokomotivführer heißt es:

Lummerland 

„war nur sehr klein. Es war sogar außerordentlich klein im Vergleich zu anderen Ländern wie zum Beispiel Deutschland oder Afrika oder China. Es war ungefähr doppelt so groß wie unsere Wohnung und bestand zum größten Teil aus einem Berg mit zwei Gipfeln, einem hohen und einem, der etwas niedriger war. Um den Berg herum schlängelten sich verschiedene Wege mit kleinen Brücken und Durchfahrten. Außerdem gab es auch noch ein kurvenreiches Eisenbahngleis. Es lief durch fünf Tunnels, die kreuz und quer durch den Berg und seine beiden Gipfel führten.“

Im Verhältnis zur Größe ist Lummerland dicht besiedelt, neben Lukas dem Lokomotivführer leben dort König Alfons der Viertelvorzwölfte, Herr Ärmel und Frau Waas, die den Kaufladen betreibt. Die Insel liegt mitten im weiten, endlosen Ozean und ist mit der Außenwelt über ein Postboot und das goldene Telefon des Königs verbunden.
Die Bevölkerungsdichte löst den Anfangskonflikt der Geschichte aus; als das Findelkind Jim Knopf auf der Insel aufwächst, beschließt der König, dass das Land zu voll wäre und die Eisenbahn abgeschafft werden müsse. Lukas der Lokomotivführer kann dies nicht hinnehmen und wandert stattdessen mit der Lokomotive Emma aus. Jim Knopf will seinen Freund nicht verlassen und geht mit auf die Heldenreise.
Der Name der Insel ist eine Alliteration und bildet einen Stabreim mit einer der beiden Hauptfiguren des Buches: Lukas, dem Lokomotivführer.

## Weitere Entwicklung
Am Ende des ersten Buches fangen die Helden eine schwimmende Insel ein, die als Neu-Lummerland neben der bestehenden Insel verankert wird und erlaubt, dass die beiden Helden zusammen mit Jim Knopfs Verlobter Li Si, der Tochter des Kaisers von China, künftig Platz auf Lummerland und Neu-Lummerland finden. Die Erweiterung wird beschrieben als 

„noch etwas kleiner als Lummerland, aber beinahe noch hübscher. Drei grüne Rasenterrassen, auf denen verschiedene Bäume standen, erhoben sich stufenweise. […] Um die Insel herum lief ein flacher Sandstrand, der ganz famos zum Baden geeignet war. Und auf der obersten Terrasse entsprang ein kleiner Bach und rauschte in mehreren Wasserfällen bis zum Meer hernieder.“

In der Fortsetzung des Kinderbuches Jim Knopf und die Wilde 13 stellt sich Lummerland schließlich als Bergregion des untergegangenen Kontinents Jamballa heraus, von dem einzig die beiden Gipfel Lummerlands den Meeresspiegel überragt haben. Indem die Piraten der Wilden 13 ihren Stützpunkt auf dem Land, das nicht sein darf versenken, steigt Jamballa auf und Lummerland verliert sein Inseldasein. Der neue Kontinent wird nach Jim künftig Jimballa genannt und mit den geläuterten Piraten sowie den Familien aller ehemals von ihnen in aller Welt entführten und durch Jim und Lukas befreiten Kinder besiedelt.
Jimballa wird charakterisiert als:

„Die Küsten ragten an manchen Stellen steil aus den blauen Wellen auf, an anderen fielen sie sacht ins Wasser ab. Berge und Ebenen wechselten in höchst anmutiger Weise, so weit das Auge reichte. […] Der ganze Kontinent stieg nach der Mitte zu sanft an und auf der höchsten Spitze war nun immer deutlicher ein winzig kleiner Berg zu erkennen, ein Berg der zwei ungleiche Gipfel hatte, einen hohen und einen, der etwas niedriger war.“

Michael Ende verknüpft in seiner anspielungsreichen Abenteuergeschichte an dieser Stelle den Mythos des untergegangenen Atlantis mit einer multikulturellen Utopie auf einer Insel der Seligen.

## Umsetzung im Fernsehen
In der Verfilmung durch die Augsburger Puppenkiste wirkt Lummerland wie eine Modelleisenbahn, wie sie zur Zeit des Schreibens von Ende in Mode kam. Die Umsetzung ist auch prägnant durch die Darstellung des Meeres mittels bewegter Folie mit blauer Beleuchtung.
Aus dem Titelsong Eine Insel mit zwei Bergen ist besonders der Refrain in Erinnerung geblieben, den das Dancefloor-Projekt Dolls United 1995 für eine Coverversion benutzte:

„Eine Insel mit zwei Bergen und dem tiefen weiten Meer

Mit viel Tunnels und Geleisen und dem Eisenbahnverkehr

Nun, wie mag die Insel heißen, ringsherum ist schöner Strand

Jeder sollte einmal reisen in das schöne Lummerland“

## Rezeption
Lummerland entspricht exemplarisch dem literarischen Topos der Insel als gegen das Ganze abgeschlossen und in sich begrenzt. Mit seiner Lage „im weiten, endlosen Ozean“ ist die Insel abgeschieden, überschaubar und selbstgenügsam. Lummerland wird deshalb eingeordnet als „ein […] Modellstaat, in dem Mensch, Natur und Technik ein harmonisches Ganzes bilden“. Dazu passt, dass die Insel beschrieben wird als „klein, putzig, idyllisch und nicht gefährlich.“ Eine Betrachtung des Werks durch Thomas Kraft ordnet Lummerland vor der Ankunft von Jim Knopf als „Weltentwurf“ ein. „Keine Utopie zwar, aber doch ein verkleinertes Abbild einer Wirklichkeit, das modellhaft für unsere Zivilisation steht. Hier wird regiert und konsumiert, gearbeitet und gefaulenzt, alles scheint sorgfältig arrangiert und bedacht.“ Der Konflikt um die Überbevölkerung wird dann von den Betroffenen selbst gelöst, nicht durch die Regierung. Kraft sieht darin schon die erst später im Werk von Ende ausdrücklich ausgesprochene Gesellschaftskritik angelegt.
Der Vergleich mit einer Modelleisenbahn wird insbesondere in Bezug auf die Zweckfreiheit thematisiert. Weder der Kaufladen, noch die Eisenbahn haben irgendeine Funktion, eine Tätigkeit des Königs oder Herrn Ärmels jenseits der Rollenbeschreibung wird nicht beschrieben. Darin ist die Utopie einer von Zwecken entlasteten Gesellschaft zu sehen, reines Spiel. Die Funktion des Spielzeugs wird Selbstzweck.
Lummerland steht damit im Gegensatz zu den anderen Inseln der beiden Bücher, dem Magnetfelsen und dem Land, das nicht sein darf. Beide sind Orte der Gefahr. Das Land, das nicht sein darf, ist das „felsgewordene Böse“, das nicht existieren darf und am Ende untergeht.
So wird Lummerland vielfach als Name für Modellsysteme herangezogen. Ein Lehrbuch für Wirtschaftsmathematik verwendet ihn für eine kleine Insel, wenn auch mit fünf statt mit vier Einwohnern; ein Microsoft-Excel-Lehrbuch, ein allgemeines Datenbank-Lehrbuch, ein Deutsch-Lehrbuch für Grundschulkinder und ein Skript für kommunales Verwaltungsrecht nennen ihre Modelle „Lummerland“.
In ihren Memoiren vergleicht Annegret Held die Nordseeinsel Langeoog mit Lummerland, „schließlich gab es auf Langeoog auch eine Lokomotive“.
Nach Lummerland werden häufig Kindertagesstätten verschiedener Träger benannt. Der Name wurde außerdem für eine deutsche Freizeiteinrichtung beim deutschen Militäreinsatz in Afghanistan genutzt.
Vermutlich aufgrund der Assoziation mit der Eisenbahn warb die Deutsche Bahn mit Lummerland: Nur in Lummerland seien die Tarife einfacher als die der Deutschen Bahn. Damit bezog sich auch die Bahn auf den Klein- und Einfachheitsmythos.